# Sophia Brenner

Sophia Elisabeth Brenner, Porträt von Georg Engelhard Schröder im Schloss Gripsholm

Sophia Elisabeth Brenner (* 29. April 1659 in Stockholm; † 14. September 1730 ebenda) war eine schwedische Schriftstellerin deutscher Abstammung.

## Leben und Wirken
Sophie Brenner war die Tochter des aus Deutschland stammenden Bildhauers (oder: Kaufmanns) Weber und gilt als die erste bedeutende schwedische Schriftstellerin. Sie war mit dem schwedischen Miniaturenmaler Elias Brenner verheiratet.
Für die damaligen Verhältnisse hatte Brenner ungewöhnliche Sprachkenntnisse. Sie beherrschte Deutsch, Französisch, Italienisch, Lateinisch und Schwedisch so weit, dass sie auch Lyrik in diesen verschiedenen Sprachen verfasste. Ihr dichterisches Werk bestand vor allem in aufwendigen und nicht selten moralisierenden Gelegenheitsgedichten gepflegten Stils; manche ihrer Gedichte zeigen indes auch echtes Gefühl. Sophia Brenner trat für die Gleichberechtigung der Frau auf geistigem Gebiet ein.

## Werke
- Sophiae Elisabeth Brenners uti åtskillige Språk, Tider och Tilfællen författade Poetiske Dikter […]. Matthiae, Stockholm 1713–1798

### Werkausgaben
- P. Hanselli (Hrsg.): Samlade poetiska dikter. 1798
- Valborg Lindgärde u. a.: Sophia Elisabet Brenner (1659–1730). Eine gelehrte und berühmte Schwedin. Sämtliche deutsche Gedichte in ihrem kulturellen Kontext (= Germanistische Texte und Studien, Bd. 105). Olms, Hildesheim 2021, ISBN 978-3-487-16022-1.

### Korrespondenz
- Elisabet Göransson (Hrsg.): Letters of a Learned Lady : Sophia Elisabeth Brenner's Correspondence, with an Edition of her Letters to and from Otto Sperling the Younger. Lund 2006, ISBN 91-22-02157-4 (Digitalisat)